# Gran Premio del Portogallo 1987
Il Gran Premio del Portogallo 1987 è stato il 448º Gran Premio di Formula 1 della storia, corso il 20 settembre 1987 al Circuito di Estoril. Fu la dodicesima gara del Campionato Mondiale di Formula 1 1987.

## Qualifiche
| Pos                     | No | Pilota             | Costruttore              | Q1       | Q2          | Distacco |
| ----------------------- | -- | ------------------ | ------------------------ | -------- | ----------- | -------- |
| 1                       | 28 | Gerhard Berger     | Ferrari                  | 1.18:448 | 1'17"620    |          |
| 2                       | 5  | Nigel Mansell      | Williams - Honda         | 1'17"951 | 1.18:235    | +0"331   |
| 3                       | 1  | Alain Prost        | McLaren - TAG Porsche    | 1.18:404 | 1'17"994    | +0"374   |
| 4                       | 6  | Nelson Piquet      | Williams - Honda         | 1'18"164 | senza tempo | +0"544   |
| 5                       | 11 | Ayrton Senna       | Lotus - Honda            | 1.18:382 | 1'18"354    | +0"734   |
| 6                       | 27 | Michele Alboreto   | Ferrari                  | 1.20:069 | 1'18"540    | +0"920   |
| 7                       | 7  | Riccardo Patrese   | Brabham - BMW            | 1.21:506 | 1'19"965    | +2"345   |
| 8                       | 2  | Stefan Johansson   | McLaren - TAG Porsche    | 1'20"134 | 1.20:227    | +2"514   |
| 9                       | 20 | Thierry Boutsen    | Benetton - Ford          | 1'20"305 | 1.20:558    | +2"685   |
| 10                      | 19 | Teo Fabi           | Benetton - Ford          | 1'20"483 | 1.20:548    | +2"863   |
| 11                      | 18 | Eddie Cheever      | Arrows - Megatron        | 1.21:324 | 1'21"207    | +3"587   |
| 12                      | 17 | Derek Warwick      | Arrows - Megatron        | 1'21"397 | 1.21:587    | +3"777   |
| 13                      | 8  | Andrea De Cesaris  | Brabham - BMW            | 1.22:060 | 1'21"725    | +4"105   |
| 14                      | 24 | Alessandro Nannini | Minardi - Motori Moderni | 1'21"784 | 1.22:188    | +4"164   |
| 15                      | 12 | Satoru Nakajima    | Lotus - Honda            | 1'22"222 | senza tempo | +4"602   |
| 16                      | 10 | Christian Danner   | Zakspeed                 | 1.22:424 | 1'22"358    | +4"738   |
| 17                      | 9  | Martin Brundle     | Zakspeed                 | 1'22"400 | 1.22:794    | +4"780   |
| 18                      | 25 | René Arnoux        | Ligier - Megatron        | 1.23:637 | 1'23"237    | +5"617   |
| 19                      | 30 | Philippe Alliot    | Lola Larrousse - Ford    | 1.24:181 | 1'23"580    | +5"960   |
| 20                      | 23 | Adrián Campos      | Minardi - Motori Moderni | 1.24:822 | 1'23"591    | +5"971   |
| 21                      | 4  | Philippe Streiff   | Tyrrell - Ford           | 1'23"810 | 1.24:436    | +6"190   |
| 22                      | 16 | Ivan Capelli       | March - Ford             | 1.24:533 | 1'23"905    | +6"285   |
| 23                      | 26 | Piercarlo Ghinzani | Ligier - Megatron        | 1'24"105 | 1.24:979    | +6"485   |
| 24                      | 3  | Jonathan Palmer    | Tyrrell - Ford           | 1.24:392 | 1'24"217    | +6"597   |
| 25                      | 21 | Alex Caffi         | Osella - Alfa Romeo      | 1'24"792 | 1.25:232    | +7"172   |
| 26                      | 22 | Franco Forini      | Osella - Alfa Romeo      | 1.27:219 | 1'26"635    | +9"015   |
| Vetture non qualificate |    |                    |                          |          |             |          |
| NQ                      | 14 | Pascal Fabre       | AGS - Ford               | 1.28:756 | 1'26"946    | +9"326   |

## Riassunto della gara

### Pre-Gara
Dopo la gara a Monza, la Coloni non si presentò ad Estoril, promettendo di tornare per il successivo appuntamento a Jérez.

### Resoconto
A conferma dei progressi fatti dalla Ferrari durante l'estate, la pole fu conquistata da Gerhard Berger davanti a Nigel Mansell su Williams, Alain Prost su McLaren e Nelson Piquet, compagno di Mansell. Ayrton Senna su Lotus si dovette accontentare ancora una volta del sesto posto davanti a Michele Alboreto sull'altra Ferrari e Riccardo Patrese (Brabham).
Alla partenza Mansell prese la guida della gara davanti al poleman Berger, mentre più indietro l'altro ferrarista Alboreto ebbe un contatto con Piquet. Poco dopo Derek Warwick mandò in testacoda la sua Arrows, e per evitarlo, Nakajima e Brundle, rispettivamente su Lotus e Zakspeed, si scontrarono. Altri piloti passarono sopra i rottami delle vetture, con il risultato che Christian Danner, Adrián Campos, Philippe Alliot e René Arnoux furono coinvolti nell'incidente. Questo causò una bandiera rossa e l'annessa interruzione della gara.
Tutti i piloti furono in grado di prendere parte alla ripartenza, tranne Danner. Alla fine del primo giro, Berger si issò in prima posizione davanti a Mansell, lasciando i due brasiliani Piquet e Senna in lotta per la terza posizione. All'11º giro Piquet passò Senna, e tre giri più tardi Mansell, che fino a quel momento aveva messo pressione a Berger, dovette fermarsi a causa di un progressivo guasto al motore. Senna cominciò a rallentare e rientrò al box con un problema elettronico, mentre Piquet e Alboreto cominciarono un duello per la seconda posizione.
Dopo i pit-stop, Prost guadagnò la seconda posizione davanti a Piquet e Fabi, mentre Alboreto, a conferma della poca affidabilità della Ferrari, soffrì di un problema alla trasmissione. Prost cominciò a rimontare su Berger, e l'ordine di gara rimase stabile fino al 68º giro, quando l'austriaco soffrì di una perdita di pressione e andò in testacoda. Prost ne approfittò per passare ed andare a vincere la gara davanti al ferrarista, che dovette accontentarsi del secondo posto quando sembrava essere destinato a vincere. Il terzo posto fu di Nelson Piquet, che mise in cassaforte altri punti per mantenere la leadership nel mondiale. Quarto fu Teo Fabi, che riuscì, nonostante avesse finito il carburante, a tagliare il traguardo davanti a Stefan Johansson ed Eddie Cheever.
Questa fu la ventottesima vittoria di Prost, che batté così il record di 27 stabilito in precedenza da Jackie Stewart.

## Ordine d'arrivo
Dopo il semaforo verde Mansell si prende la prima posizione superando Berger, ma dietro di loro scoppia il caos: le vetture di Piquet e Alboreto si toccano, causando diversi testacoda in cui vengono coinvolti Warwick, Nakajima, Brundle, Alliot, Arnoux, Campos e Danner. Inizialmente, la direzione corsa non espone alcuna bandiera, creando una situazione potenzialmente pericolosa; successivamente, però, decide che ci sarà una seconda partenza. Tutti i piloti incidentati possono riprendere la gara, tranne Danner (poiché la scuderia Zakspeed disponeva di una sola vettura di riserva, andata a Brundle).
Alla seconda partenza Berger mantiene prima posizione, seguito da Mansell, Piquet e Senna. Quest’ultimo però, a causa di un guasto alla centralina della sua Lotus, è costretto ad una sosta ai box che gli farà perdere dei minuti. A fine corsa Nelson non risparmierà le critiche ad Ayrton, definendolo «il pilota più scorretto che abbia mai conosciuto», data la sua indole a muoversi per la pista. Al giro 13 il brasiliano della Williams sembra in procinto di superare Mansell, ma il suo compito viene facilitato dalla rottura del motore dell'inglese.
Successivamente inizia una lotta tra Alboreto e Piquet per la seconda posizione; l'italiano prova una strategia di overcut e fermandosi ai box molto più tardi rispetto ai suoi rivali - lo farà al 36º passaggio - riesce a installarsi in seconda posizione, alle spalle del compagno di squadra. Al quel punto una doppietta Ferrari sembra possibile, ma due giri dopo Alboreto è costretto a ritirarsi per un problema meccanico. Consapevole di guidare una vettura "a rischio", Berger inizia a rallentare, favorendo l'avvicinamento di Prost; il sorpasso avverrà a causa di un testacoda dell'austriaco causato dalla cattiva condizione dei suoi preumatici.
In questo modo Prost vola a vincere la sua 28ª corsa, seguito da Berger e Piquet, che negli ultimi giri rallenta vistosamente per amministrare il prezioso piazzamento: egli infatti può dirsi soddisfatto dall'esito del Gran Premio, giacché i suoi rivali per il Mondiale Senna e Mansell non raggranellano nemmeno un punto. Completano la classifica iridata Fabi (pur ritiratosi nel corso dell'ultimo giro per mancanza di carburante), Johansson e Cheever. In casa Ferrari questo secondo posto - miglior risultato della stagione fino a quel momento - causò una certa amarezza viste le premesse della vigilia e Piero Ferrari dichiarerà «Perdiamo anche quando siamo i più forti».
| Pos    | N° | Pilota             | Team                     | Giri | Tempo/Ritiro                  | Partenza | Punti |
| ------ | -- | ------------------ | ------------------------ | ---- | ----------------------------- | -------- | ----- |
| 1      | 1  | Alain Prost        | McLaren - TAG Porsche    | 70   | 1h37'03"906                   | 3        | 9     |
| 2      | 28 | Gerhard Berger     | Ferrari                  | 70   | + 20"493                      | 1        | 6     |
| 3      | 6  | Nelson Piquet      | Williams - Honda         | 70   | + 1'03"295                    | 4        | 4     |
| 4      | 19 | Teo Fabi           | Benetton - Ford          | 69   | Mancanza di carburante        | 10       | 3     |
| 5      | 2  | Stefan Johansson   | McLaren - TAG Porsche    | 69   | + 1 giro                      | 8        | 2     |
| 6      | 18 | Eddie Cheever      | Arrows - Megatron        | 68   | + 2 giri                      | 11       | 1     |
| 7      | 12 | Ayrton Senna       | Lotus - Honda            | 68   | + 2 giri                      | 5        |       |
| 8      | 11 | Satoru Nakajima    | Lotus - Honda            | 68   | + 2 giri                      | 15       |       |
| 9 (1)  | 16 | Ivan Capelli       | March - Ford             | 67   | + 3 giri                      | 22       |       |
| 10 (2) | 3  | Jonathan Palmer    | Tyrrell - Ford           | 67   | + 3 giri                      | 24       |       |
| 11     | 24 | Alessandro Nannini | Minardi - Motori Moderni | 66   | Mancanza di carburante        | 14       |       |
| 12 (3) | 4  | Philippe Streiff   | Tyrrell - Ford           | 66   | + 4 giri                      | 21       |       |
| 13     | 17 | Derek Warwick      | Arrows - Megatron        | 66   | + 4 giri                      | 12       |       |
| 14     | 20 | Thierry Boutsen    | Benetton - Ford          | 64   | + 6 giri                      | 9        |       |
| Rit    | 8  | Andrea De Cesaris  | Brabham - BMW            | 54   | Mancanza di carburante        | 13       |       |
| Rit    | 27 | Michele Alboreto   | Ferrari                  | 38   | Cambio                        | 6        |       |
| Rit    | 9  | Martin Brundle     | Zakspeed                 | 35   | Cambio                        | 17       |       |
| Rit    | 22 | Franco Forini      | Osella - Alfa Romeo      | 32   | Sospensione                   | 26       |       |
| Rit    | 30 | Philippe Alliot    | Lola Larrousse - Ford    | 31   | Motore                        | 19       |       |
| Rit    | 25 | René Arnoux        | Ligier - Megatron        | 29   | Problemi al radiatore         | 18       |       |
| Rit    | 21 | Alex Caffi         | Osella - Alfa Romeo      | 27   | Problemi al turbo             | 25       |       |
| Rit    | 26 | Piercarlo Ghinzani | Ligier - Megatron        | 24   | Problema all'accensione       | 23       |       |
| Rit    | 23 | Adrián Campos      | Minardi - Motori Moderni | 24   | Incidente                     | 20       |       |
| Rit    | 5  | Nigel Mansell      | Williams - Honda         | 13   | Problemi elettrici            | 2        |       |
| Rit    | 7  | Riccardo Patrese   | Brabham - BMW            | 13   | Motore                        | 7        |       |
| Rit    | 10 | Christian Danner   | Zakspeed                 | 0    | Incidente alla prima partenza | 16       |       |

Tra parentesi le posizioni valide per il Jim Clark Trophy, per le monoposto con motori N/A.

## Statistiche
Piloti
- 28° vittoria per  Alain Prost;

## Classifiche

### Piloti
| Pos | Pilota            | Punti |
| --- | ----------------- | ----- |
| 1   | Nelson Piquet     | 67    |
| 2   | Ayrton Senna      | 49    |
| 3   | Nigel Mansell     | 43    |
| 4   | Alain Prost       | 40    |
| 5   | Stefan Johansson  | 22    |
| 6   | Gerhard Berger    | 18    |
| 7   | Thierry Boutsen   | 10    |
| 8   | Teo Fabi          | 10    |
| 9   | Michele Alboreto  | 8     |
| 10  | Satoru Nakajima   | 6     |
| 11  | Eddie Cheever     | 5     |
| 12  | Andrea De Cesaris | 4     |
| 13  | Jonathan Palmer   | 4     |
| 14  | Philippe Streiff  | 4     |
| 15  | Derek Warwick     | 3     |
| 16  | Martin Brundle    | 2     |
| 17  | Riccardo Patrese  | 2     |
| 18  | René Arnoux       | 1     |
| 19  | Ivan Capelli      | 1     |
| 20  | Philippe Alliot   | 1     |

### Costruttori
| Pos | Team                  | Punti |
| --- | --------------------- | ----- |
| 1   | Williams - Honda      | 110   |
| 2   | McLaren - TAG Porsche | 62    |
| 3   | Lotus - Honda         | 55    |
| 4   | Ferrari               | 26    |
| 5   | Benetton - Ford       | 20    |
| 6   | Tyrrell - Ford        | 8     |
| 7   | Arrows - Megatron     | 8     |
| 8   | Brabham - BMW         | 6     |
| 9   | Zakspeed              | 2     |
| 10  | Ligier - Megatron     | 1     |
| 11  | March - Ford          | 1     |
| 12  | Lola Larrousse - Ford | 1     |

### Trofeo Jim Clark
| Pos | Pilota           | Punti |
| --- | ---------------- | ----- |
| 1   | Jonathan Palmer  | 71    |
| 2   | Philippe Streiff | 58    |
| 3   | Pascal Fabre     | 35    |
| 4   | Ivan Capelli     | 34    |
| 5   | Philippe Alliot  | 25    |

### Trofeo Colin Chapman
| Pos | Team           | Punti |
| --- | -------------- | ----- |
| 1   | Tyrrell-Ford   | 129   |
| 2   | AGS-Ford       | 35    |
| 3   | March-Ford     | 34    |
| 4   | Larrousse-Ford | 25    |